# Dansk porcelæn
Dansk porcelæn er en dansk dokumentarfilm fra 1942, der er instrueret af Gunnar Robert Hansen efter eget manuskript.

## Handling
Skildring af porcelænsindustriens udvikling i store træk. Desuden en detailleret gennemgang af arbejdet på Den Kongelige Porcelainsfabrik og Bing & Grøndahl.